# ترشک درختی
ترشک درختی (نام علمی: Oxydendrum arboreum) نام یک گونه از تیره خلنگیان است.

## نگارخانه

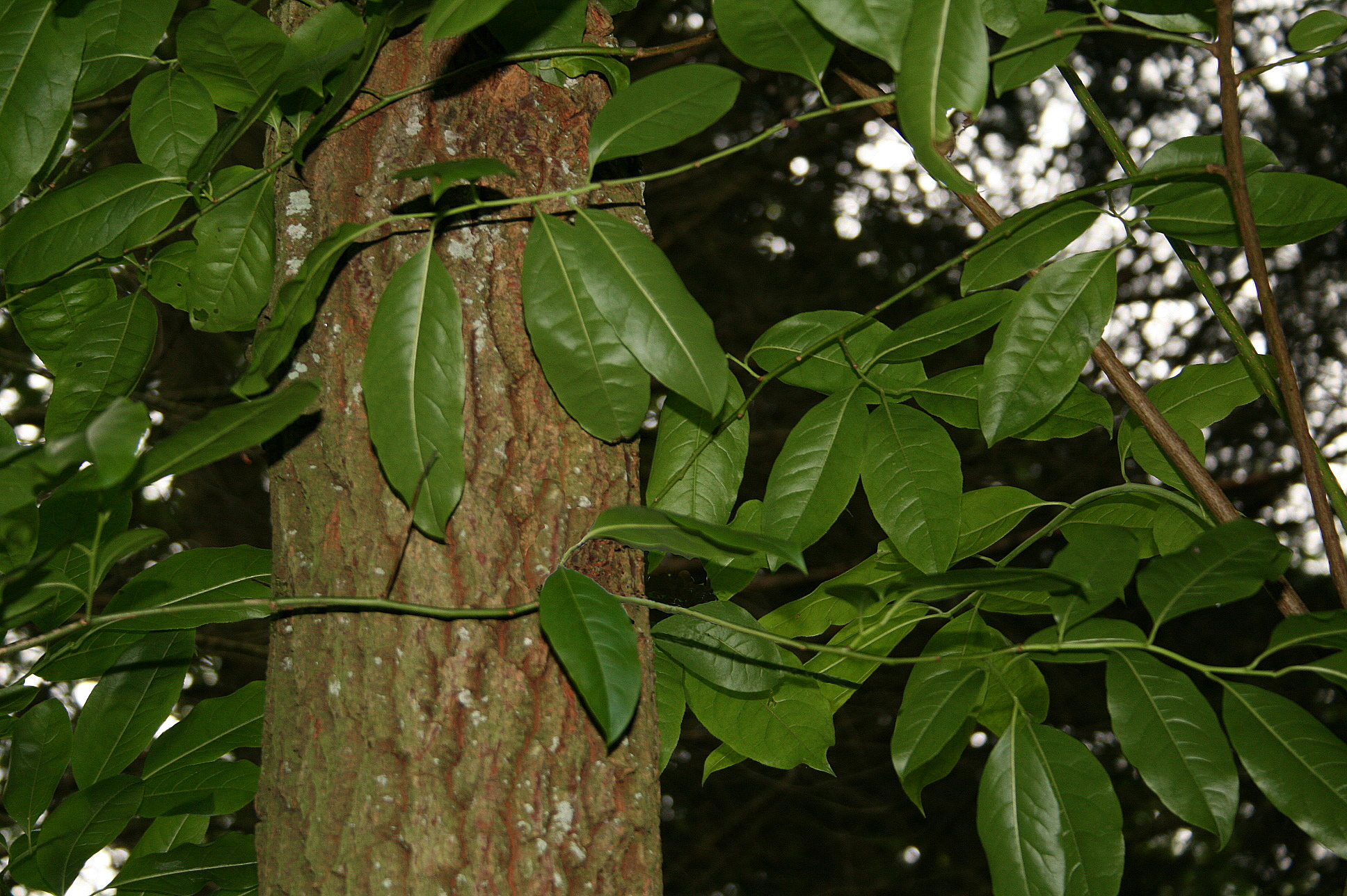
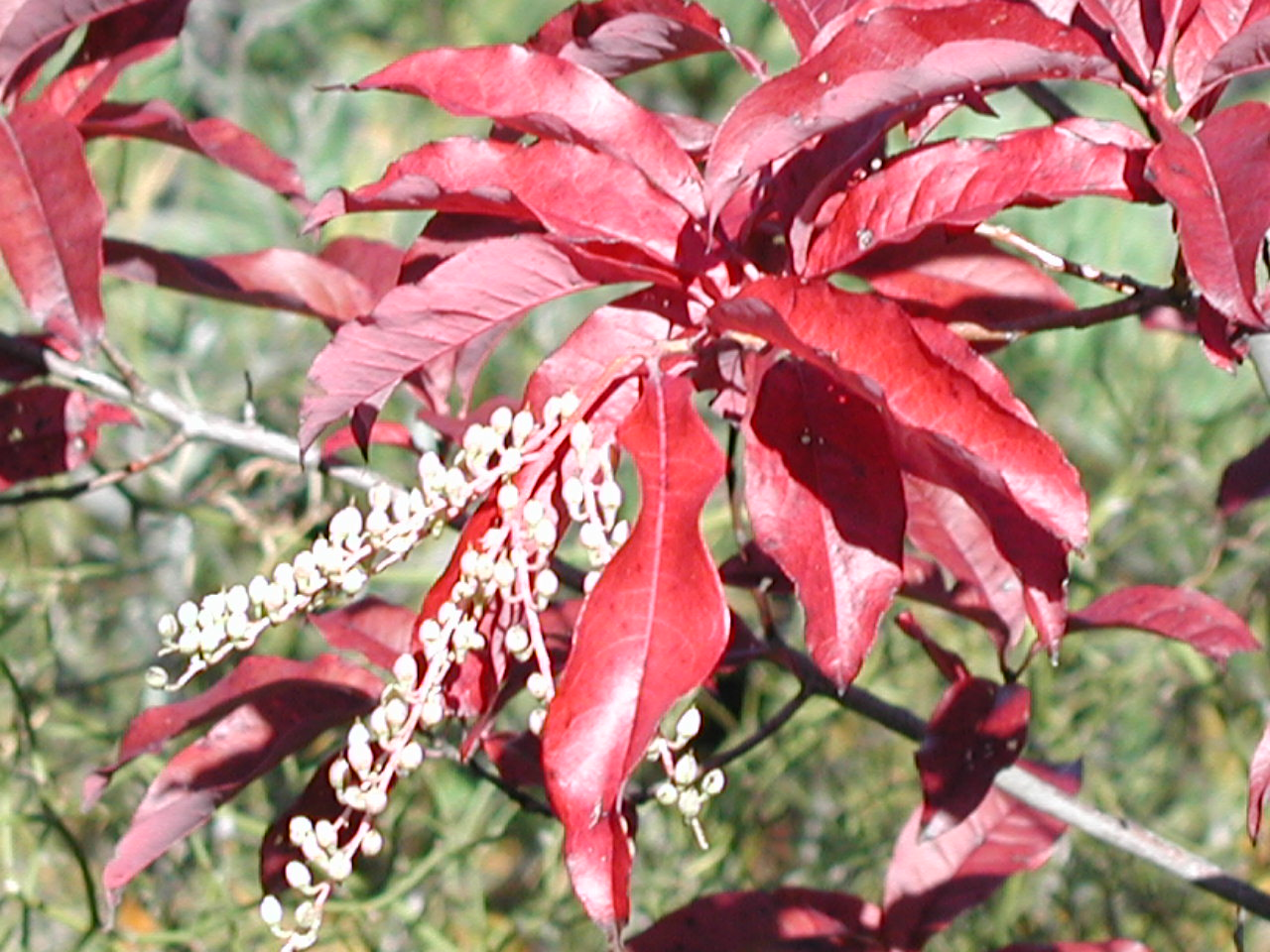